# Feketecsőrű rigó
A feketecsőrű rigó (Turdus ignobilis) a madarak osztályának verébalakúak (Passeriformes) rendjébe és a rigófélék (Turdidae) családjába tartozó faj.
Magyar neve forrással nincs megerősítve.

## Rendszerezése
A fajt Philip Lutley Sclater angol ügyvéd és zoológus írta le 1857-ben.

## Alfajai
- Turdus ignobilis arthuri (Chubb, 1914)
- Turdus ignobilis debilis Hellmayr, 1902
- Turdus ignobilis goodfellowi Hartert & Hellmayr, 1901
- Turdus ignobilis ignobilis P. L. Sclater, 1858
- Turdus ignobilis murinus Salvin, 1885[2]

## Előfordulása
Dél-Amerika északnyugati részén, Kolumbia, Guyana és Venezuela területén honos. Természetes élőhelyei a szubtrópusi vagy trópusi síkvidéki és hegyi esőerdők, szavannák és cserjések, valamint másodlagos erdők, ültetvények, szántóföldek, vidéki kertek és városi régiók.

## Megjelenése
Átlagos testhossza 24 centiméter, testtömege 44-66 gramm.

## Természetvédelmi helyzete
Az elterjedési területe rendkívül nagy, egyedszáma pedig stabil. A Természetvédelmi Világszövetség Vörös listáján nem fenyegetett fajként szerepel.